# Adipate de potassium
L'adipate de potassium est un composé organique de formule K2C6H8O4. C'est le sel de potassium de l'acide adipique.
Il est utilisé comme additif alimentaire (régulateur d'acidité) et porte le numéro E357.